# La Toubib du régiment
Pour plus de détails, voir Fiche technique et Distribution.
La Toubib du régiment (titre original : La dottoressa del distretto militare) est une comédie érotique italienne réalisée par Nando Cicero, sorti en 1976.

## Fiche technique
- Titre : La Toubib du régiment
- Titre original : La dottoressa del distretto militare
- Réalisation : Nando Cicero
- Scénario : Nando Cicero, Marino Onorati et Franco Milizia
- Production : Luciano Martino
- Musique : Piero Umiliani
- Photographie : Giancarlo Ferrando
- Pays d'origine : Italie
- Format : Couleurs - 2,35:1 - Mono
- Genre : Comédie, érotique
- Durée : 105 minutes
- Dates de sortie : 
  -  Italie : 1976
  -  France : 9 mars 1977

## Distribution
- Edwige Fenech : Dottoressa Elena Dogliozzi
- Alfredo Pea : Gianni Montano
- Dante Cona : malade
- Alvaro Vitali : Alvaro Pappalardo
- Mario Carotenuto : le colonel Farina
- Jimmy il Fenomeno
- Gianfranco D'Angelo